# Agua Dulce
Agua Dulce város az USA Texas államában, Nueces megyében. Lakosainak száma 685 fő (2020. április 1.).

## Népesség
A település népességének változása:
| Lakosok száma | 737  | 812  | 685  |
|               | 2000 | 2010 | 2020 |